# نعمت‌الله اسدی
نعمت الله اسدی نمایندهٔ سابق استان کرمانشاه در دورهٔ سوم مجلس شورای اسلامی شهرستان اسلام آباد غرب  بوده‌است.